# Tanaopsis profunda
Tanaopsis profunda is een naaldkreeftjessoort uit de familie van de Tanaopsidae. De wetenschappelijke naam van de soort is voor het eerst geldig gepubliceerd in 1967 door Lang.